# Bolenius
Bolenius is een restaurant in het Amsterdamse Rembrandtpark. Tot augustus 2025 was het gevestigd aan de Zuidas in Amsterdam, waar het in 2010 geopend werd. Eigenaar en oprichter is chef-kok Luc Kusters.
In 2017 kreeg het restaurant een Michelinster. In 2018 kende GaultMillau het restaurant 16 van de maximaal 20 punten toe, nadat Bolenius eerder met 16,5 punten gewaardeerd was.
Het restaurant werd in 2015 door GaultMillau uitgeroepen tot "Beste Groenterestaurant van Nederland" en behoorde in 2018 tot de 15 beste groenterestaurants ter wereld in de Green Guide van We’re Smart.